# Balooli
Balooli (persiska: بالولی, باغ لولی, Bālūlī, Bāgh Lūlī) är en ort i Iran.   Den ligger i provinsen Hormozgan, i den sydöstra delen av landet, 1 000 km sydost om huvudstaden Teheran. Balooli ligger 51 meter över havet och antalet invånare är 583.
Terrängen runt Balooli är huvudsakligen platt, men norrut är den kuperad.Runt Balooli är det ganska glesbefolkat, med 50 invånare per kvadratkilometer. Närmaste större samhälle är Sarzeh Khārūk, 11,6 km öster om Balooli. Trakten runt Balooli är ofruktbar med lite eller ingen växtlighet.